# KTM・1190アドベンチャー
1190アドベンチャー（1190 ADVENTURE）は、2013年からKTM Sportmotorcycle AGが製造している、4ストローク1,195 ccのオートバイである。一般道を快適に走行するためKTM・990アドベンチャーを改良し、一般道のツーリングにおける高速走行でのライダーの疲労軽減を果たしている。同年にオフロードでの走行を重視したRモデルが発売された。